# 奈良県道206号豊浦大和八木停車場線
奈良県道206号豊浦大和八木停車場線（ならけんどう206ごう とようらやまとやぎていしゃじょうせん）は、奈良県高市郡明日香村から橿原市に至る一般県道である。

## 概要
高市郡明日香村大字雷から橿原市内膳町1丁目に至る。
橿原市縄手町以西は国道と数度にわたり重複するなど、経路が非常に複雑である。なお、橿原市中心部においては国道24号がクランク状に通っているため、国道165号と相互にする際は「逆コの字」に走行する必要があったが、1990年代後半（詳細時期不明）に当道路の畝傍駅前・橿原市役所東交差点間が開通し、短絡路として利用できるようになった。

### 路線データ
- 起点：高市郡明日香村大字雷（奈良県道124号橿原神宮東口停車場飛鳥線交点）
- 終点：橿原市内膳町1丁目（内膳町交差点、国道24号上）

## 路線状況

### 重複区間
- 奈良県道274号明日香大和郡山自転車道線（橿原市上飛騨町 - 橿原市城殿町）
- 国道165号（橿原市縄手町・縄手町南交差点 - 橿原市縄手町）
- 国道169号（橿原市小房町・小房交差点 - 橿原市八木町1丁目）
- 国道24号（橿原市兵部町・兵部町交差点 - 橿原市八木町1丁目・橿原郵便局前交差点）
- 国道165号・国道166号（橿原市兵部町・兵部町交差点 - 橿原市八木町1丁目）
- 国道24号（橿原市八木町1丁目・橿原市役所東交差点 - 橿原市内膳町1丁目・内膳町交差点（終点））

### 道路施設

#### 橋梁
- 新河原橋（飛鳥川、橿原市）
- 神道橋（飛鳥川、橿原市）
- 橿原橋（飛鳥川、橿原市、国道24号重複区間内）

## 地理

### 通過する自治体
- 奈良県
  - 高市郡明日香村 - 橿原市

### 交差する道路
| 交差する道路                                                                                  | 市町村名 | 市町村名 | 交差する場所             | 交差する場所        |
| --------------------------------------------------------------------------------------------- | -------- | -------- | ------------------------ | ------------------- |
| 奈良県道124号橿原神宮東口停車場飛鳥線 / バイパス 奈良県道124号橿原神宮東口停車場飛鳥線 / 別線 | 高市郡   | 明日香村 | 大字雷                   | 起点                |
| 奈良県道274号明日香大和郡山自転車道線 重複区間起点                                            | 橿原市   | 橿原市   | 上飛騨町                 |                     |
| 奈良県道274号明日香大和郡山自転車道線 重複区間終点                                            | 橿原市   | 橿原市   | 城殿町                   |                     |
| 国道165号 重複区間起点                                                                        | 橿原市   | 橿原市   | 縄手町                   | 縄手町南交差点      |
| 国道165号 重複区間終点                                                                        | 橿原市   | 橿原市   | 縄手町                   |                     |
| 国道169号 重複区間起点 奈良県道274号明日香大和郡山自転車道線 重複                             | 橿原市   | 橿原市   | 小房町（おうさちょう）   | 小房交差点          |
| 国道24号 重複区間起点 国道165号 / 旧道 重複区間起点 国道166号 重複区間起点                    | 橿原市   | 橿原市   | 兵部町（ひょうぶちょう） | 兵部町交差点        |
| 国道24号 重複区間終点                                                                         | 橿原市   | 橿原市   | 八木町1丁目              | 橿原郵便局前交差点  |
| 国道165号 / 旧道 重複区間終点 国道166号 重複区間終点 国道169号 重複区間終点                   | 橿原市   | 橿原市   | 八木町1丁目              |                     |
| 国道24号 重複区間起点                                                                         | 橿原市   | 橿原市   | 八木町1丁目              | 橿原市役所東交差点  |
| 国道24号 重複区間終点                                                                         | 橿原市   | 橿原市   | 内膳町1丁目              | 内膳町交差点 / 終点 |

### 交差する鉄道
- 桜井線

### 沿線
- 甘樫丘
- 藤原京跡
- 奈良県立医科大学
- 橿原郵便局
- 橿原市役所
- 近鉄橿原線 八木西口駅
- JR西日本桜井線 畝傍駅
- 近鉄大阪線・近鉄橿原線 大和八木駅